# André-Jacques Marie

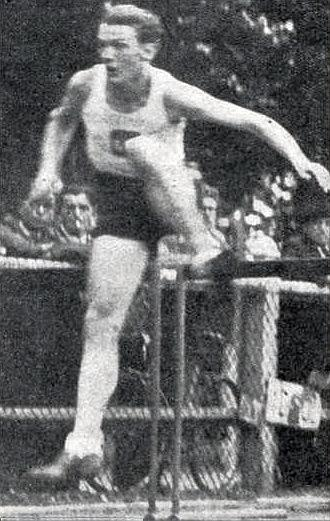
André-Jacques Marie
im Jahr 1946

André-Jacques Marie (* 14. Oktober 1925 in Cap-d’Ail) ist ein ehemaliger französischer Leichtathlet, der 1950 Europameister im 110-Meter-Hürdenlauf wurde.
Marie startete bei den Europameisterschaften 1946 in Oslo, in 15,0 Sekunden verpasste er als Vierter seines Vorlaufs knapp das Finale. Zwei Jahre später gewann er bei den Olympischen Spielen 1948 in London seinen Vorlauf in 14,9 Sekunden, stürzte aber in seinem Halbfinale.
Bei den Europameisterschaften 1950 in Brüssel gewann Marie seinen Vorlauf in 14,6 Sekunden vor dem Schweden Ragnar Lundberg in 14,7 Sekunden; der Drittplatzierte dieses Vorlaufs, der Belgier Pol Braekman, lief in 14,9 Sekunden die drittschnellste Zeit aller Vorläufe, ins Finale kamen aber nur die beiden Erstplatzierten  jedes Vorlaufs. Im Finale gewann Marie den Europameistertitel in 14,6 Sekunden vor Lundberg in 14,7 Sekunden und dem Briten Peter Hildreth in 15,0 Sekunden.
Insgesamt trat André-Jacques Marie von 1946 bis 1951 in 27 Wettbewerben im Hürdenlauf für Frankreich an, von denen er 15 gewann; einmal trat er zusätzlich in der Staffel an. Marie startete während seiner gesamten Karriere für UAI Paris. Bei einer Körpergröße von 1,89 m betrug sein Wettkampfgewicht 77 kg.